# 日本体育大学女子サッカー部
日本体育大学女子サッカー部（にっぽんたいいくだいがく・じょしサッカーぶ）は、日本女子サッカーリーグ（なでしこリーグ）及び関東大学女子サッカーリーグ1部、関東女子サッカーリーグに所属する女子サッカーチーム。大学の略称は日体（にったい）または日体大（にったいだい）。

## 歴史
明治24年日本体育会が起源、その後日本体育会体操練習所、日本体育会体操学校、日本体育専門学校、日本体育大学と変遷。体育学部・児童スポーツ教育学部・保健医療学部を要している体育（スポーツ）系の総合大学である。日体大横浜・健志台キャンパス（神奈川県横浜市青葉区）を拠点とする。サッカー部創部は古く不詳、過去の名称日本体育大学学友会蹴球部。しかし創部年度を昭和29年（1954年当時は男子のみ）としている。のち昭和60年（1985年）女子部を併設する。女子部の併設年度は記録として残っている。オリンピックでのサッカー種目採用はアトランタオリンピック（1996年）が初めてなので、それを考えると創部はかなり古い。卒業後は実業団にも就職するが、概ね指導者（体育教員・養護教員・小学校教員）になる者が多い。因みに男子（2012年度関東1部リーグ所属）は過去に全日本大学サッカー選手権大会（インカレ）で2度優勝している。サッカー部OG,OBに全日本高等学校女子サッカー選手権大会・全国高等学校総合体育大会サッカー競技・全国高校サッカー選手権大会等の全国大会に導く指導者が多いことでも著名である。
大学女子サッカー界の草分けで、「女子の天皇杯」と呼ばれる皇后杯 JFA 全日本女子サッカー選手権大会に10回出場の名門で、全日本大学女子サッカー選手権大会19回（前身の全国大学女子サッカー大会での優勝4回を含むと23回、史上最多）、関東大学女子サッカーリーグ（1部）18回（史上最多）、関東女子サッカーリーグ（1部）3回、なでしこリーグ（2部）1回の優勝を誇る。
全日本大学女子サッカー選手権大会で1995年から4年連続優勝という実績により、1999年には実験的措置ではあるが日本女子サッカーリーグ（L・リーグ）に加入した。しかし「卒業による主力選手の退団」という学生チームゆえの世代交代の時期にあたっていたためL・リーグを戦い抜く戦力は残っておらず、前期にわずか1勝しかあげられなかったため1999年シーズンのみで脱退したが、このとき所属していた選手のうち青木知里と田代久美子が、のちにL・リーグ入りした。
現在、日本女子サッカー界において、在学中から日本女子代表「なでしこジャパン」に選ばれた丸山桂里奈（スペランツァFC大阪高槻/アテネオリンピック・北京オリンピック・ロンドンオリンピック代表・2011年W杯優勝メンバー）と川澄奈穂美（INAC神戸レオネッサ・2011年W杯優勝メンバー・ロンドンオリンピック代表）などが活躍している。また、2010年度からはプレナスチャレンジリーグEASTにも所属し、L・リーグ時代から11年の時を経て日本女子サッカーリーグに復帰した。その他、2軍であるサテライトチームが神奈川県女子サッカーリーグに所属している。
日本体育大学サッカー部同窓会として男子・女子合同会もあるが、女子のみのサッカー部OG会として日体大名蹴会（にったいだいめいしゅうかい）という同窓会がある。なお日本サッカー名蹴会（日本サッカー界を引退した有名人の集い）とは別組織である。
2015年度からフィールズとスポンサー契約し、なでしこリーグに参加するチーム名を「日体大FIELDS横浜」（にったいだいフィールズよこはま）とした。2016年からは大学OBの嶋田千秋（東京NB）を筆頭に社会人選手も加入し、2017年にはなでしこリーグ2部で初優勝を果たし、L・リーグ時代以来19年ぶりとなる1部昇格となった。しかし、2018年シーズンは9位に終わり、入れ替え戦に回るも、ニッパツ横浜FCシーガルズとの入れ替え戦は2戦合計3-3であったがアウェーゴール差により残留が決定した。2019年シーズンはなでしこリーグ最下位に低迷し、2シーズンでなでしこリーグ2部降格した。2020年シーズンも2部で10チーム中9位に低迷し、シーズン終了後嶋田は現役引退を表明した。
2021年シーズンは、WEリーグ発足に伴う再編で、日体大は1部に所属することになった。また、社会人選手の嶋田の引退、橋谷優里がAC長野へ、江﨑杏那がNGU名古屋へそれぞれ完全移籍したことに伴い、リーグ参入以来初めて学生のみで戦うシーズンとなった。
2022年シーズンから新富士病院グループとトップパートナー契約を結び、チーム名が「日体大SMG横浜」（にったいだいエスエムジーよこはま、SMG=Shin-fuji Medical Group）へ変更されることになった。

## 年度別成績・歴代監督

### 日本女子サッカーリーグ
| 年度 | チーム名                   | リーグ         | チーム数 | 試合数 | 勝点 | 勝 | 分 | 敗 | リーグ順位 | リーグ杯 | 皇后杯    | 監督       |
| 1999 | 日本体育大学女子サッカー部 | L・リーグ      | 8        | 14     | 3    | 1  | 0  | 13 | 8位        | -        | 2回戦敗退 |            |
|      |                            |                |          |        |      |    |    |    |            |          |           |            |
| 2010 | 日本体育大学女子サッカー部 | チャレンジEAST | 6        | 15     | 26   | 8  | 2  | 5  | 3位        | -        | 3回戦敗退 | 矢野晴之介 |
| 2011 | 日本体育大学女子サッカー部 | チャレンジEAST | 6        | 15     | 24   | 7  | 3  | 5  | 4位        | -        | -         | 矢野晴之介 |
| 2012 | 日本体育大学女子サッカー部 | チャレンジ     | 12       | 22     | 43   | 14 | 1  | 7  | 4位        | -        | 2回戦敗退 | 矢野晴之介 |
| 2013 | 日本体育大学女子サッカー部 | チャレンジ     | 16       | 22     | 29   | 9  | 2  | 11 | 9位        | -        | 2回戦敗退 | 矢野晴之介 |
| 2014 | 日本体育大学女子サッカー部 | チャレンジ     | 16       | 22     | 51   | 16 | 3  | 3  | 2位        | -        | 3回戦敗退 | 矢野晴之介 |
| 2015 | 日体大FIELDS横浜           | なでしこ2部    | 10       | 27     | 56   | 18 | 2  | 7  | 3位        | -        | 3回戦敗退 | 矢野晴之介 |
| 2016 | 日体大FIELDS横浜           | なでしこ2部    | 10       | 18     | 20   | 5  | 5  | 8  | 6位        | 準優勝   | 3回戦敗退 | 矢野晴之介 |
| 2017 | 日体大FIELDS横浜           | なでしこ2部    | 10       | 18     | 42   | 13 | 3  | 2  | 優勝       | 準優勝   | 3回戦敗退 | 矢野晴之介 |
| 2018 | 日体大FIELDS横浜           | なでしこ1部    | 10       | 18     | 13   | 3  | 4  | 11 | 9位        | GL敗退   | 3回戦敗退 | 小嶺栄二   |
| 2019 | 日体大FIELDS横浜           | なでしこ1部    | 10       | 18     | 14   | 4  | 2  | 12 | 10位       | GL敗退   | ベスト8   | 楠瀬直木   |
| 2020 | 日体大FIELDS横浜           | なでしこ2部    | 10       | 18     | 9    | 2  | 3  | 13 | 9位        | （中止） | 2回戦敗退 | 萩原直斗   |
| 2021 | 日体大FIELDS横浜           | なでしこ1部    | 12       | 22     | 36   | 11 | 3  | 8  | 4位        | -        | 1回戦敗退 | 大槻茂久   |
| 2022 | 日体大SMG横浜              | なでしこ1部    | 12       | 22     | 29   | 9  | 2  | 11 | 7位        | -        | 1回戦敗退 | 大槻茂久   |
| 2023 | 日体大SMG横浜              | なでしこ1部    | 12       | 22     | 34   | 9  | 7  | 6  | 6位        | -        | 5回戦敗退 | 大槻茂久   |
| 2024 | 日体大SMG横浜              | なでしこ1部    | 12       | 22     | 33   | 10 | 3  | 9  | 6位        | -        | 3回戦敗退 | 大槻茂久   |

### 全国大学女子サッカー大会
優勝：4回（1988, 1989, 1990, 1991年）

### 全日本大学女子選手権
優勝：19回（1992, 1993, 1995, 1996, 1997, 1998, 2000, 2001, 2002, 2003, 2004, 2007, 2008, 2011, 2012, 2014, 2018, 2019, 2024年）

### 関東女子リーグ戦
優勝：3回（2003, 2007, 2008年）

### 関東大学女子リーグ戦
優勝：18回（1987, 1988, 1989, 1990, 1991, 1992, 1993, 1994, 1995, 1996, 1997, 2004, 2005, 2006, 2008, 2014, 2016, 2017年）

## ユニフォーム

### クラブカラー
青

### ユニフォームスポンサー
| 掲出箇所 | スポンサー名       | 表記                    | 備考       |
| 胸       | 新富士病院グループ | SMG+ 新富士病院グループ |            |
| 鎖骨     | 工藤建設           | 工藤建設                | 左側に表記 |
| 鎖骨     | 青葉さわい病院     | 青葉さわい病院          | 右側に表記 |
| 背中上部 | 工藤建設           | Florence Kudo           |            |
| 背中下部 | 新富士病院グループ | 新富士病院グループ      |            |

### ユニフォームサプライヤー
- アディダス

## 所属選手・スタッフ
2024年

### スタッフ
| 役職     | 氏名     | 生年月日 (年齢)        | 前職                          | 備考 |
| 監督     | 大槻茂久 | 1980年4月29日（45歳）  | 神奈川大学女子サッカー部 監督 |      |
| GKコーチ | 斯波薫   | 1982年10月23日（42歳） |                               |      |

### 選手
| Pos | No. | 選手名     | 生年月日 (年齢)        | 前所属                                     | 備考                                        |
| GK  | 1   | 西川佳那   | 2004年2月3日（21歳）   | 常盤木学園高等学校                         |                                             |
| GK  | 12  | 服部茜汐香 | 2003年7月13日（21歳）  | JFAアカデミー福島                          |                                             |
| GK  | 19  | 長谷川想   | 2004年4月21日（21歳）  | 十文字高等学校                             |                                             |
| GK  | 30  | 福田はな   | 2004年11月17日（20歳） | 鹿島学園高等学校                           |                                             |
|     |     |            |                        |                                            |                                             |
| DF  | 2   | 小牧明日香 | 2003年2月19日（22歳）  | 柳ヶ浦高等学校                             |                                             |
| DF  | 3   | 森文佳     | 2002年12月24日（22歳） | 大商学園高等学校                           |                                             |
| DF  | 4   | 朝倉加奈子 | 2003年4月3日（22歳）   | 大阪学芸高等学校                           |                                             |
| DF  | 20  | 大矢さくら | 2005年3月18日（20歳）  | ノジマステラ神奈川相模原ドゥーエ           |                                             |
| DF  | 24  | 田中穂香   | 2004年11月7日（20歳）  | ノジマステラ神奈川相模原ドゥーエ           |                                             |
| DF  | 25  | 菅原眞名   | 2004年8月25日（20歳）  | 日ノ本学園高等学校                         |                                             |
| DF  | 26  | 西村萌     | 2005年1月7日（20歳）   | 日体大SMG横浜U-18                          |                                             |
| DF  | 32  | 内村心優   | 2005年2月5日（20歳）   | JFAアカデミー福島                          |                                             |
|     |     |            |                        |                                            |                                             |
| MF  | 5   | 野中遥陽   | 2003年2月9日（22歳）   | 日体大FIELDS横浜サテライト                 |                                             |
| MF  | 6   | 島崎結希   | 2004年11月17日（20歳） | 日体大FIELDS横浜サテライト                 |                                             |
| MF  | 7   | 高原天音   | 2002年2月27日（23歳）  | 大商学園高等学校                           | 2024年7月にちふれASエルフェン埼玉へ完全移籍 |
| MF  | 8   | 岡本亜子   | 2002年7月17日（22歳）  | 岡山県作陽高等学校                         |                                             |
| MF  | 10  | 渡部麗     | 2002年4月8日（23歳）   | JFAアカデミー福島                          |                                             |
| MF  | 13  | 藤澤和心   | 2005年3月3日（20歳）   | 愛媛FCレディースMIKAN                      |                                             |
| MF  | 17  | 長谷川来夢 | 2002年12月6日（22歳）  | 日体大FIELDS横浜サテライト                 | 新加入                                      |
| MF  | 22  | 篠田帆花   | 2003年8月4日（21歳）   | 日ノ本学園高等学校                         |                                             |
| MF  | 23  | 安積和季   | 2004年7月12日（20歳）  | 府中アスレティックFCレディース             |                                             |
| MF  | 27  | 本城茉弥佳 | 2004年5月1日（21歳）   | 聖和学園高等学校                           |                                             |
| MF  | 33  | 本田悠良   | 2006年2月1日（19歳）   | 聖和学園高等学校                           | 新加入                                      |
| MF  | 34  | 今野真帆   | 2005年12月20日（19歳） | 浦和レッドダイヤモンズレディースユース     | 新加入                                      |
|     |     |            |                        |                                            |                                             |
| FW  | 9   | 大西若菜   | 2002年9月9日（22歳）   | 浦和レッドダイヤモンズレディースユース     |                                             |
| FW  | 11  | 加藤明星   | 2002年5月23日（23歳）  | 柳ヶ浦高等学校                             |                                             |
| FW  | 14  | 窓岩日菜   | 2003年8月6日（21歳）   | 藤枝順心高等学校                           |                                             |
| FW  | 15  | 北沢明未   | 2004年1月12日（21歳）  | 開志学園JSC高等部                          |                                             |
| FW  | 16  | 錦織美紀   | 2003年12月23日（21歳） | ジェフユナイテッド市原・千葉レディースU-18 |                                             |
| FW  | 18  | 中村円香   | 2003年7月19日（21歳）  | 日体大SMG横浜サテライト                    |                                             |
| FW  | 21  | 浅香美結   | 2004年12月28日（20歳） | 十文字高等学校                             |                                             |
| FW  | 28  | 柴原希保   | 2004年7月13日（20歳）  | 日体大SMG横浜U-18                          |                                             |
| FW  | 29  | 吉川はなの | 2003年5月5日（22歳）   | 修徳高等学校                               |                                             |
| FW  | 31  | 鬼頭こはな | 2004年4月26日（21歳）  | 日体大SMG横浜サテライト                    | 新加入                                      |

1. ↑  十文字高等学校出身。
2. ↑  三菱重工浦和レッズレディースユース出身。

## 歴代監督（関係者含む）
（日本女子サッカーリーグ参入時のみ）
- 森田英夫 - 2007年3月15日55歳逝去。漫画「赤き血のイレブン」森田主将のモデルである。
全国高校サッカー選手権大会の1969年浦和南高校優勝時（高校サッカー全国3冠達成）のレギュラーメンバーで日体大でも活躍。劇画「赤き血のイレブン」のエースストライカー玉井真吾のモデルとなった永井良和とFW（左ウィング）でコンビを組み、高校サッカー界で一世を風靡した。
- 芦原正紀 - 2007年11月から (現神奈川県サッカー協会女子委員長・湘南工科大学教員)
- 矢野晴之介 - 2008年4月から（日体大卒-日体大院－筑波大学院修士課程修了）
2012年1月5日国立競技場にてインカレ対神奈川大学1対1延長戦0対0規定により両校優勝（14回目の優勝に導く）。
- 岡野俊一郎 - 元日本代表監督、元学校法人日本体育大学理事（顧問）。

## かつて所属していた選手 (関係者含む)
- 青木知里 (東京電力女子サッカー部マリーゼ)  - 北京ユニバーシアード出場
- 鮎貝志保（国際審判員）宮城県中学校教員
- 坂田恵 (現大分トリニータレディース監督)  - 元日本女子代表
- 田代久美子 - AC長野パルセイロ・レディース監督
- 大堀幸恵 (アルビレックス新潟レディース)
- 藤巻藍子 (アルビレックス新潟レディース)
- 村岡夏希 (伊賀FCくノ一→ASエルフェン狭山FC)
- 山崎小百合 (ASエルフェン狭山FC)
- 河合奈世 (ASエルフェン狭山FC)
- 高島瑠里子(伊賀FCくノ一)
- 鳥谷部梢(伊賀FCくノ一)
- 冨樫香織(伊賀FCくノ一)
- 平野聡子 (スペランツァFC大阪高槻)
- 吉澤亜依 (スペランツァFC大阪高槻)
- 丸山桂里奈 (東京電力女子サッカー部マリーゼ→WPS→ジェフユナイテッド市原・千葉レディース→スペランツァFC大阪高槻)  - 日本女子代表
- 石野由果（INAC神戸レオネッサ→スペランツァ高槻）
- 田中奈津枝（日テレ・ペレーザ→INAC神戸レオネッサ）元JFAトレセンコーチ（関東地区）ー元日本代表DF2008年　34歳逝去
- 伊藤美菜子 (ベガルタ仙台レディース)
- 角田英子 (INACレオネッサ)
- 法師人美佳 (浦和レッドダイヤモンズ・レディース→アルビレックス新潟レディース)
- 深田未央 (アルビレックス新潟レディース)
- 藤本まどか (東京電力女子サッカー部マリーゼ→ASハリマアルビオン)
- 綱川玲奈 (ジェフユナイテッド市原・千葉レディース)
- 浅野麻衣子 (ジェフユナイテッド市原・千葉レディース)
- 奥平みどり (ジェフユナイテッド市原・千葉レディース)
- 中村早樹(ジェフユナイテッド市原・千葉レディース)
- 松下紀美 (スペランツァF.C.高槻→清水第八プレアデス)
- 田村奈津枝 (日テレ・ベレーザ→INACレオネッサ)
- 中村早樹 (アルビレックス新潟レディース)
- 大友麻衣子 (アルビレックス新潟レディース)
- 高橋佐智江 (ジェフユナイテッド市原・千葉レディース)
- 井上夏美 (スペランツァF.C.高槻)
- 田子亜貴（ASエルフェン狭山FC→SC07バート・ノイェンアール）
- 小平紋 (ASハリマアルビオン)
- 江上成美 (ASハリマアルビオン)
- 嶋田千秋（日テレ・ベレーザ）
- 住永楽夢 - AC長野パルセイロ・レディース
- 羽座妃粋 - アルビレックス新潟レディース

- 松永未衣奈 - マイナビ仙台レディース
- 茨木美都葉 - マイナビ仙台レディース
- 伊能真弥 - 三菱重工浦和レッズレディース
- 長嶋洸 - 大宮アルディージャVENTUS
- 有吉佐織 - 大宮アルディージャVENTUS
- 瀬野有希 - ちふれASエルフェン埼玉
- 植村祥子 - ちふれASエルフェン埼玉
- 金平莉紗 - ちふれASエルフェン埼玉
- 荒川恵理子 - ちふれASエルフェン埼玉
- 大賀理紗子 - ノジマステラ神奈川相模原
- 下山莉子 - ノジマステラ神奈川相模原
- 平田ひかり - ノジマステラ神奈川相模原
- 菅能夏海 - ノジマステラ神奈川相模原
- 岡本祐花 - AC長野パルセイロ・レディース
- 奥津礼菜 - AC長野パルセイロ・レディース
- 久保田明未 - AC長野パルセイロ・レディース
- 知久奈菜穂 - AC長野パルセイロ・レディース
- 橋谷優里 - AC長野パルセイロ・レディース
- 川澄奈穂美 - アルビレックス新潟レディース
- 児野楓香 - アルビレックス新潟レディース
- 渡邊真衣 - サンフレッチェ広島レジーナ
- 高橋亜美 - バニーズ群馬FCホワイトスター
- 髙橋恵美理 - ニッパツ横浜FCシーガルズ
- 水口茉優 - 大和シルフィード
- 三浦桃 - 朝日インテック・ラブリッジ名古屋
- 江崎杏那 - 朝日インテック・ラブリッジ名古屋
- 谷口清夏 - 伊賀FCくノ一三重
- 丸山ちさと - 愛媛FCレディース
- 毛利美佑 - 愛媛FCレディース
- 三浦晴香 - つくばFCレディース
- 福田まい -  UE Cornellà Femení
- 今井裕里奈

※池田咲紀子（三菱重工浦和レッズレディース）は在学時、日体大サッカー部ではなく、浦和レッズレディースに所属。
※三浦成美（ノースカロライナ・カレッジ）は在学時、日体大サッカー部ではなく、日テレ・ベレーザに所属。
※近賀ゆかり（サンフレッチェ広島レジーナ）は在学時、日体大サッカー部ではなく、日テレ・ベレーザに所属。